# Morris Tabaksblat
Morris Tabaksblat (ook: Tabaksblatt) (Rotterdam, 19 september 1937 – Wassenaar, 20 oktober 2011) was een Nederlands bestuurder en topfunctionaris.

## Levensloop
Tabaksblat werd geboren als zoon van een Hervormde predikant van Poolse komaf, Israël Tabaksblatt, een joodse overlevende van Theresienstadt. Na het behalen van het gymnasiumdiploma aan het Christelijk Gymnasium Sorghvliet te Den Haag studeerde hij rechten aan de Universiteit Leiden. Na zijn militaire dienstplicht te hebben vervuld, kwam hij in 1964 in dienst bij Unilever. In een periode van twintig jaar vervulde hij diverse functies bij Unilever in Brazilië, Nederland en Spanje.
In 1984 werd Tabaksblat lid van de raad van bestuur van Unilever en in 1994 werd hij bestuursvoorzitter van de multinational. Van 1999 tot 2005 functioneerde hij als bestuursvoorzitter van Reed Elsevier en van 2000 tot 2005 was hij voorzitter van de raad van commissarissen van AEGON en TNT NV. In 2003 werd hij voorzitter van de naar hem genoemde commissie-Tabaksblat, die een corporate governance code opstelde voor de beloning van topmanagers in het Nederlandse bedrijfsleven en die de naam 'code-Tabaksblat' kreeg.
In 2008 kreeg hij een eredoctoraat van de Nyenrode Business Universiteit vanwege de grote verdiensten die hij heeft gehad op het gebied van het bestuur van internationale ondernemingen.
Tabaksblat overleed op 74-jarige leeftijd in zijn woonplaats Wassenaar.

## Nevenfuncties
- Voorzitter van de Stichting War Trauma
- Voorzitter van de raad van toezicht van de Universiteit Leiden
- Voorzitter van de raad van toezicht van het Leids Universitair Medisch Centrum, tot 1 november 2007

## Onderscheidingen
- Ridder in de Orde van de Nederlandse Leeuw, 1995
- Grootofficier in de Orde van Oranje-Nassau, 1999
- Commandeur in de Orde van het Britse Rijk, 1999